# Agrotis exigua
Agrotis exigua là một loài bướm đêm trong họ Noctuidae.